# La Patte de singe
La Patte de singe (titre original : The Monkey's Paw)  est une nouvelle d'horreur de W.W. Jacobs. Elle fut publiée en Angleterre en 1902. 

## Description
L'histoire est basée sur la configuration folklorique des trois souhaits à exaucer. Ici, la patte d'un singe mort fonctionne comme un talisman pour exaucer les vœux. Un général revenant d'Inde offre cette patte à une famille bourgeoise vivant dans la campagne. Il les prévient du danger mais la famille ne l'écoute pas, et des conséquences tragiques surviennent.

## Adaptation

### Filmographie

#### Cinéma
- 1915 : The Monkey's Paw réalisé par Sidney Northcote.
- 1923 : The Monkey's Paw réalisé.e.s
- 1933 :  La Main de singe réalisé par Wesley Ruggles et Ernest B. Schoedsack.
- 1948 : The Monkey's Paw réalisé par Norman Lee.
- 2013 : The Monkey's Paw réalisé par Brett Simmons.

#### Télévision
- 1991 : Simpson Horror Show II histoire La patte de singe.